# Belagerung von Petropawlowsk-Kamtschatski
Oltenița – Achalziche – Başgedikler – Sinope – Cetate – Silistra – Nigojeti – Tscholok – Odessa – Kurekdere – Petropawlowsk-Kamtschatski – Alma – Sewastopol – Bomarsund – Balaklawa – Inkerman – Jewpatorija – Taganrog – Çorğun – Kars – Tschernaja – Malakow – Kinburn – Pariser Frieden
Die Belagerung von Petropawlowsk-Kamtschatski war der Hauptschauplatz des Krimkrieges im Pazifik. Die erfolglose und verlustreiche Belagerung war der einzige alliierte Angriff auf das Russische Kaiserreich im Fernen Osten.

## Vorgeschichte
Die russische Marine verfügte im Fernen Osten lediglich über drei Schiffe und war den im Pazifik stationierten alliierten Kräften, die über neun Schiffe mit mehr als 200 Kanonen verfügten, deutlich unterlegen. Nach dem Ausbruch des Krimkrieges verlegte der russische Admiral Jewfimi Wassiljewitsch Putjatin sein Flaggschiff, die mit 52 Kanonen bestückte Fregatte Pallada, den Amur hinauf, um sie dem alliierten Zugriff zu entziehen. Seine beiden anderen Schiffe, Aurora und Dwina, stationierte er in Petropawlowsk-Kamtschatski.
Die Russen verfügten in Petropawlowsk-Kamtschatski nur über eine verhältnismäßig kleine Garnison von 920 Mann, die aus 41 Offizieren, 476 Soldaten, 349 Seeleuten, 36 Itelmenen, 18 Freiwilligen und 67 Kanonen bestand. Gouverneur Nikolai Murawjow-Amurski hatte in den Jahren vor dem Krimkrieg die in einer geschützten Bucht gelegenen Stadt nochmals befestigen lassen. Im Hafen von Petropawlowsk-Kamtschatski waren außerdem die Fregatte Aurora (44 Kanonen), im Schutz einer Sandbank, und das Transportschiff Dwina (12 Kanonen) zur Unterstützung der Garnison in Stellung gebracht worden.
Wie von den Russen erwartet, planten die Alliierten einen Angriff auf den befestigten Marinestützpunkt. Hierfür verlegten die alliierten Befehlshaber Auguste Febvrier-Despointes (1796–1855) und David Price (1790–1854) einen Verband aus sechs Schiffen nach Kamtschatka. Lediglich drei kleinere Einheiten wurden zum Schutz des Seehandels vor der kalifornischen Küste zurückgelassen.

## Die Belagerung

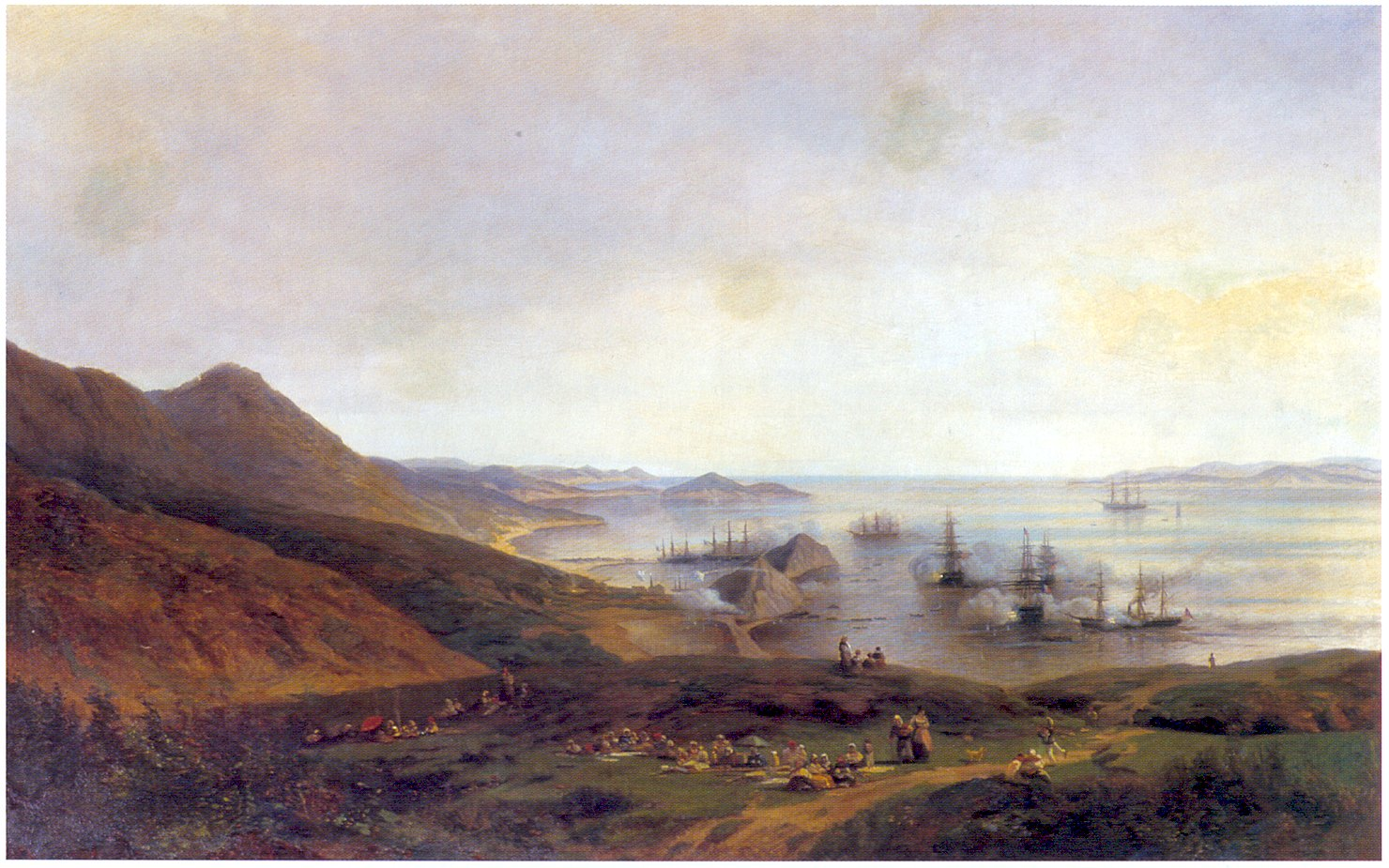
Belagerung von Petropawlowsk-Kamtschatski

Die Belagerung der Stadt begann am 18. August 1854, als die Flotte der Alliierten in der Awatscha-Bucht vor Petropawlowsk-Kamtschatski ankerte. Als sich die alliierten Schiffe am 20. August in Position brachten, um die russischen Verteidigungsstellungen anzugreifen, starb der britische Befehlshaber David Price durch einen Kopfschuss. Bis heute ist nicht geklärt, ob Price Selbstmord beging oder durch einen Unfall starb. Frederick Nicolson, Kapitän der HMS Pique, übernahm noch am selben Tag das Kommando von Price und begann zwei Tage später mit dem Beschuss der russischen Verteidigungsstellungen. Nach der Zerstörung mehrerer russischer Batterien landeten schließlich etwa 600 alliierte Soldaten im Süden der Stadt, sie wurden jedoch nach schweren Gefechten von 230 russischen Verteidigern in die Flucht geschlagen.
Nach diesem anfänglichen Misserfolg verlegten sich die Alliierten auf die Blockade der Stadt. Am 22. August berichteten drei amerikanische Walfänger, die aus der Stadt fliehen konnten, über mögliche Schwachstellen der russischen Verteidigung. Ob diese Informationen wahr oder gefälscht waren, lässt sich nicht mehr nachvollziehen. Febvrier-Despointes und Nicolson begannen jedoch aufgrund dieser Informationen am 24. August mit einem weiteren Angriff auf die Stadt. Nach erneutem Beschuss russischer Batterien landeten 970 Marinesoldaten und Matrosen wiederum im Süden von Petropawlowsk-Kamtschatski und konnten den Nikolski-Hügel am Stadtrand nehmen. Der Hügel bot aufgrund seines spärlichen Bewuchses jedoch keinerlei Deckung für die alliierten Soldaten, welche nun dem Feuer russischer Scharfschützen hilflos ausgeliefert waren. Auch konnten die alliierten Schiffe mit ihren Kanonen nicht über den Hügel feuern und somit keine Unterstützung leisten. Unter schweren Verlusten mussten sich die Angreifer den nur 360 Verteidigern geschlagen geben und sich auf ihre Schiffe zurückziehen. Die Russen konnten eine britische Flagge, mehrere Offizierssäbel und große Mengen an Munition und Waffen erbeuten.
Nach dieser erneuten Niederlage setzten die Alliierten ihre Blockade fort, konnten den Transporter Sitka versenken und den Schoner Avatska aufbringen. Am 27. August verließen sie schließlich die russischen Gewässer.
Nikolai Murawjow-Amurski verlegte die Garnison der Stadt, in der Befürchtung einen weiteren alliierten Angriff nicht beantworten zu können, an einen anderen Ort im Fernen Osten.

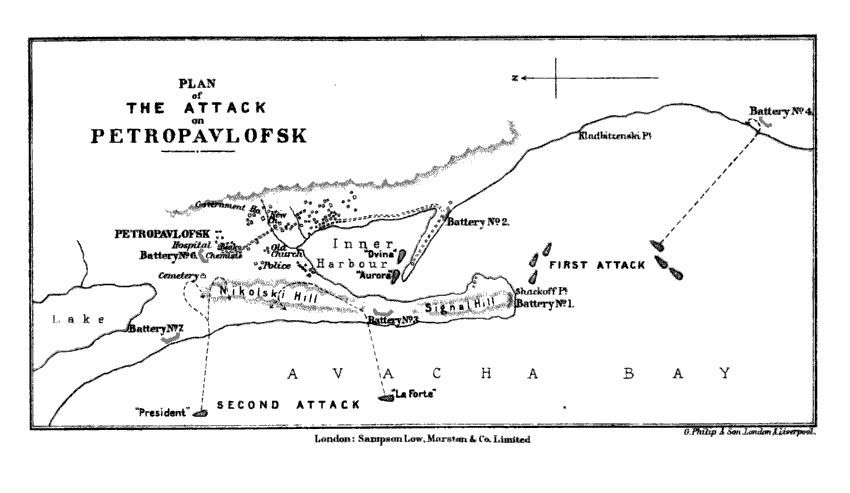
Karte der Belagerung
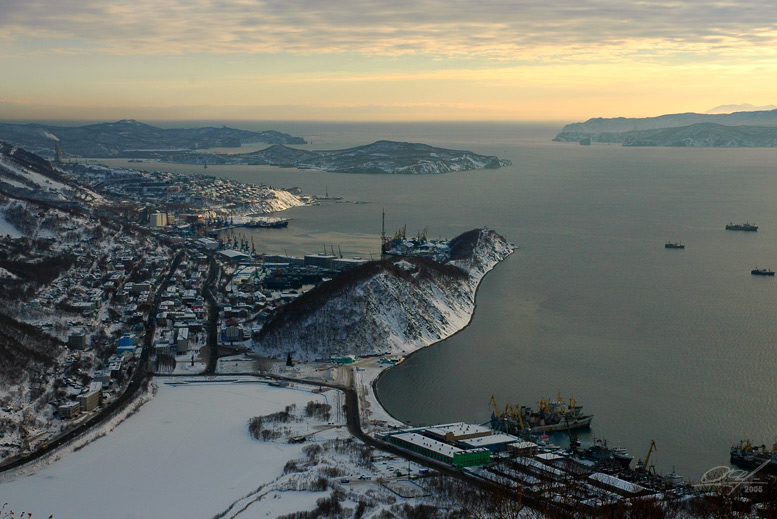
Blick auf die Stadt, im Vordergrund der Nikolski-Hügel
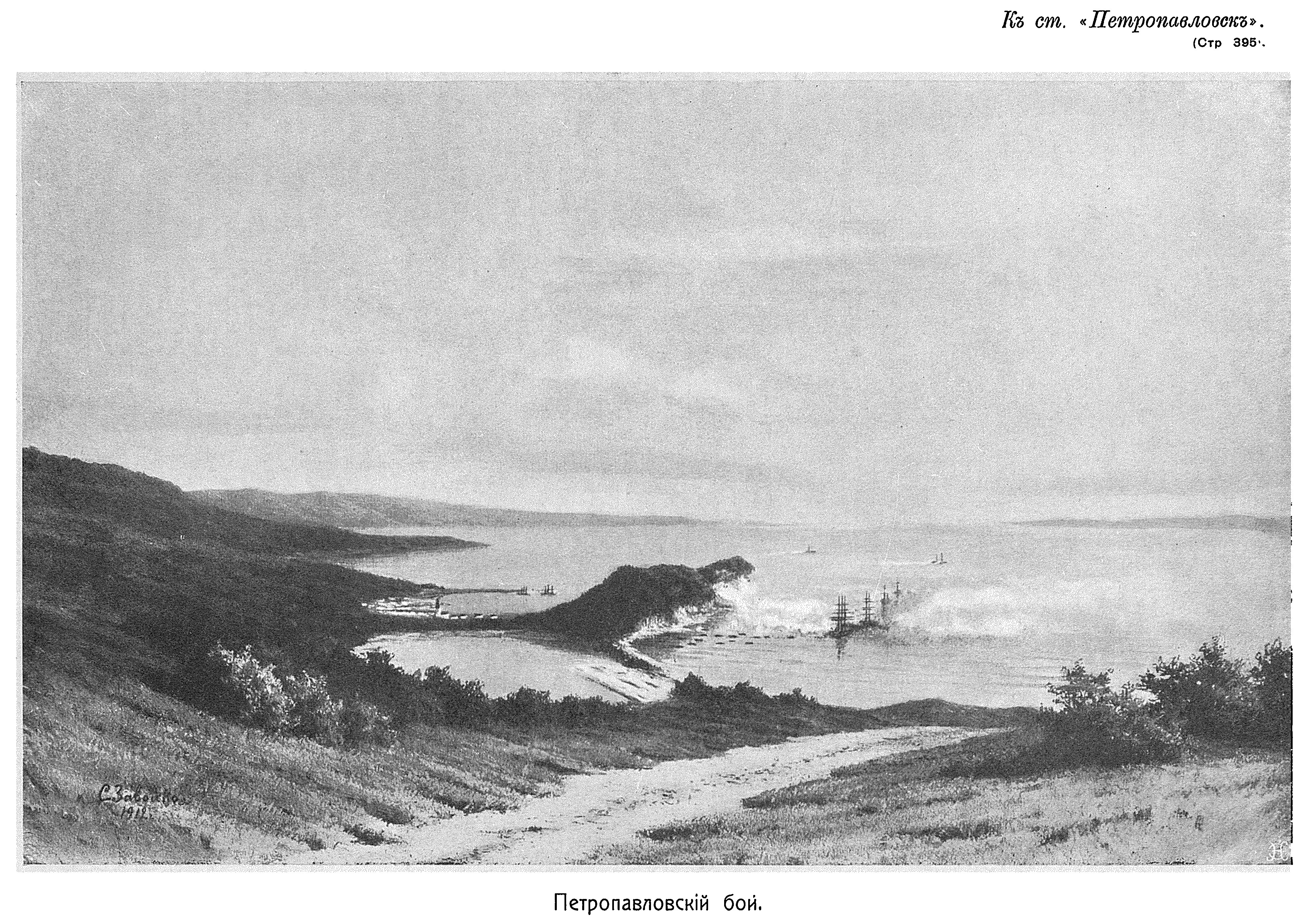
Belagerung von Petropawlowsk-Kamtschatski